# Watertoren (Oost-Souburg)
De watertoren in Oost-Souburg, in de Nederlandse provincie Zeeland, is ontworpen door architect J.H.J. Kording en werd gebouwd in 1939. De watertoren heeft een waterreservoir van 450 m3. Tot de gemeentelijke herindeling van Walcheren in juli 1966 lag de watertoren in de gemeente Vlissingen, op enkele tientallen meters afstand van de gemeentegrens met Oost- en West-Souburg. In 1976 werd het stukje Vlissingsestraat waar de watertoren aan lag afgesloten voor het openbaar verkeer. De hoofdroute vanaf de A58 werd omgelegd richting de Sloebrug, die in 1978 zou worden geopend. Westelijk van de watertoren kwam er een nieuwe afslag vanuit de Bermweg en de Vlissingsestraat naar de A58/Sloeweg.
Het Buro Beeldende Kunst uit Vlissingen houdt regelmatig tentoonstellingen in deze toren.
Anna Jacobapolder ·
Axel ·
Borssele ·
Domburg ·
Goes
('s Gravenpolderseweg ·
van Hertumweg) ·
Haamstede ·
Middelburg ·
Oost-Souburg ·
Oostburg
(Oude ·
Nieuwe) ·
Scherpenisse ·
Sint Philipsland ·
Terneuzen ·
Vlissingen ·
Zierikzee